# Schistorhynx unistriga
Schistorhynx unistriga är en fjärilsart som beskrevs av Walter Karl Johann Roepke 1938. Schistorhynx unistriga ingår i släktet Schistorhynx och familjen nattflyn. Inga underarter finns listade.